# Sky is Over
Sky Is Over je druhý CD single ze sólového alba Elect the Dead od Serje Tankiana zpěváka ze skupiny System of a down. K písni byly natočeny dva videoklipy. První, původní režíroval José Rivera. Druhý v němž účinkuje sám Serj režírovali Tony Petrossian a Ara Soudjian. K písni existuje remix od DJ C-Minus a existuje také akustická verze písně. U příležitosti vydání singlu byly vytvořeny webové stránky skyisover.net, které obsahují odkazy na ekologické a sociální organizace.

## Seznam skladeb
1. Sky Is Over
2. Sky Is Over (Fawk Yeah Remix)